# ツール・ド・フランス1908
ツール・ド・フランス1908は、ツール・ド・フランスとしては6回目の大会。1908年7月13日から8月9日まで、全14ステージ、全行程4488kmで行われた。ルシアン・プティブルトンが大会史上初の2連覇を達成した。

## 総合成績
| 順位 | 選手名                       | 国籍           | ポイント |
| ---- | ---------------------------- | -------------- | -------- |
| 1    | ルシアン・プティブルトン     | フランス       | 36       |
| 2    | フランソワ・ファベール       | ルクセンブルク | 68       |
| 3    | ジョルジュ・パスリュー       | フランス       | 75       |
| 4    | ギュスタヴ・ガリグー         | フランス       | 91       |
| 5    | ルイジ・ガンナ               | イタリア       | 120      |
| 6    | ジョルジュ・ポルミエ         | フランス       | 125      |
| 7    | ジョルジュ・フルリ           | フランス       | 134      |
| 8    | アンリ・コルネ               | フランス       | 142      |
| 9    | マルセル・ゴディヴィエ       | フランス       | 153      |
| 10   | ジョヴァンニ・ロッシニョーリ | イタリア       | 160      |

### 総合首位者
| 選手名                   | 国籍     | 首位区間 |
| ------------------------ | -------- | -------- |
| ジョルジュ・パスリュー   | フランス | 第1-第2  |
| ルシアン・プティブルトン | フランス | 第3-最終 |